# تافرت
تافرت (به آلمانی: Täferrot) یک شهر در آلمان است که در بادن-وورتمبرگ واقع شده‌است.

## خصوصیات
تافرت ۱۲٫۰۰ کیلومترمربع مساحت دارد ۴۲۵ متر بالاتر از سطح دریا واقع شده‌است.